# 梁繼昌
梁繼昌（英語：Kenneth Leung Kai-cheong，1962年10月17日—），香港政治人物，專業議政成員，擁有律師及會計師資格，專長稅務工作；2012年9月當選香港立法會會計界功能界別議員。2020年11月11日，全國人大常委會作出決定，制訂涉及取消立法會議員資格的框架安排，授權特區政府處理有關事宜，並由特區政府宣布他即時喪失立法會議員資格。

## 簡歷
梁繼昌於1974年畢業於玫瑰崗學校小學部，後就讀皇仁書院，1987年於英國倫敦政治經濟學院畢業，曾於英國生活及工作多年，1987年至1993年任職英國羅兵咸會計師行，1995年回流香港，轉任律師行高級顧問，為律師行成立稅務部門。
1989年北京學運期間，梁繼昌於倫敦中國駐英大使館參與示威聲援北京學生。2007年，梁繼昌與多名專業人士組成泛民主派智庫組織公共專業聯盟；近年亦於報紙撰寫專欄議政，並擔任香港房屋委員會委員及選舉委員會會計界委員。
梁繼昌已婚，並育有一子一女。

## 立法會生涯
2012年立法會選舉，原任會計界議員的陳茂波因加入政府轉任發展局局長而棄選。2012年7月23日，梁繼昌以「捍衛核心價值、提高生活質素」為競選主題，報名參選立法會會計界功能組別議員。
2012年9月9日，梁繼昌以7,701票，當選立法會會計界功能組別議員，擊敗另外三名候選人黃宏泰、陳普芬及發展局局長陳茂波支持的「欽點接班人」林智遠。
在2016年立法會選舉，梁繼昌競逐連任並以12,131票擊敗由黃宏泰及林智遠支持的對手陳弘毅，成功連任。
9月25日，宣佈聯同郭榮鏗、莫乃光、姚松炎、葉建源及邵家臻組成專業議政，加強各專業界別在議會中的合作，捍衛專業自主，但聯盟不會綑綁政治立場，會就不同議題商討。

### 重複免差餉
在2018/2019財政年度，香港首十位業主共擁有40,000個物業，共獲減免差餉2.565億元；故此林郑政府在2018年12月提倡，每人只可獲一個單位退差餉，但沒有限制非香港永久居民，且如設立多間公司持有物業，每間公司可退一個單位之差餉。在立法會財經事務委員會，梁继昌要求政府暫時擱置研究方案，此無約束力動議獲通過。

### 赴美遊說美國制裁香港
於19年香港示威期間，梁繼昌聯同譚文豪莫乃光赴美遊說制裁香港及香港官員。

### 人大常委會的決定令四名民主派議員喪失立法會議員資格
2020年11月11日，特區政府根據《全國人民代表大會常務委員會關於香港特別行政區立法會議員資格問題的決定》宣佈楊岳橋、郭榮鏗、郭家麒和梁繼昌4名立法會議員已於2020年7月30日喪失立法會議員資格。
2021年香港立法會選舉期間，被政府剝奪立法會議員資格的梁繼昌為會計界候選人翁健站台和拍攝宣傳片段。翁健於是次選舉報稱「中間派」，唯翁曾於2008年立法會選舉為建制派侯選人陳茂波助選，亦曾與建制派林智遠組隊參選2011年香港選舉委員會界別分組選舉。

## 「錯把馮京作馬涼」事件
2013年5月2日，《文匯報》指「梁繼昌」在Facebook撰文認為佔領中環概念混亂，「是反對派內訌」。惟查該文是由前社民連中堅黨員、前公民黨立法會議員毛孟靜的助理、時任民主進步黨（現已解散）主席楊繼昌所撰文之諷刺文章，此繼昌非彼繼昌，報導失實。

## 梁繼昌事件
喪失立法會議員資格的他在2020年11月15日接受訪問時憂慮「明日大嶼」或會在會上迅速被通過。

## 學歷
- 1984年- 香港理工學院會計專業文憑 (今香港理工大學)
- 1987年- 倫敦政治經濟學院理學士（經濟學）
- 1992年- 倫敦政治經濟學院法學碩士

## 專業資格
- 香港會計師公會資深會員
- 英國特許會計師公會資深會員
- 香港註冊稅務師
- 英國特許稅務師
- 香港及英格蘭執業律師

## 公職
- 2007年- 公共專業聯盟副主席[5]
- 2007年- 香港房屋委員會委員
- 2010年- 地產代理監管局委員
- 2011年- 獨立監察警方處理投訴委員會成員
- 2008年- 香港稅務學會稅務政策委員會主席
- 2007年- 稅務聯合聯絡小組成員
- 2007年- 另類投資管理協會香港分會稅務小組委員

## 資料來源
1. 1 2   (PDF). 香港特別行政區憲報. 2020-11-11  [2020-11-11]. （原始内容存档 (PDF)于2021-01-17）.
2. ↑  .   [2020-11-11]. （原始内容存档于2020-12-09）.
3. ↑  . 香港01. 2016-07-28  [2016-08-24]. （原始内容存档于2018-08-16）.
4. ↑  特區政府根據全國人大常委會就香港特區立法會議員資格問題所作出決定而宣布喪失立法會議員資格的人士 （页面存档备份，存于） 2020年11月11日（星期三）
5. 1 2 3  「越了解稅務越想搞政治」 梁繼昌誓戰立會會計界[永久] 蘋果日報，2012年7月12日
6. ↑  梁繼昌今報名參選會計界 （页面存档备份，存于） 明報，2012年7月23日
7. ↑  泛民梁繼昌當選會計界議席 （页面存档备份，存于） 香港電台，2012年9月10日
8. ↑  【立會選戰】功能組別泛民新力量　六新當選議員組聯盟
9. ↑  . 香港01. 2018-12-12  [2021-12-29]. （原始内容存档于2021-07-27）.
10. ↑  . 商業電台. 2018-12-22  [2019-01-10]. （原始内容存档于2019-01-11）.
11. ↑  . now新聞. 2018-12-18.
12. ↑  [美將發表香港報告 民主派訪美籲制裁警暴 首份名單有誰？|看中國 https://www.secretchina.com/news/b5/2020/03/11/925898.html （页面存档备份，存于）]
13. ↑  [梁繼昌譚文豪莫乃光 乞美制裁香港|大公報 http://www.takungpao.com.hk/news/232109/2020/0312/424986.html （页面存档备份，存于）]
14. ↑  . 立場新聞 Stand News.   [2021-12-19]. （原始内容存档于2021-12-19）.
15. ↑  . paper.wenweipo.com.   [2021-12-19]. （原始内容存档于2019-03-31）.
16. ↑  東方日報. . 東方日報. 東方日報.   [2020-11-16]. （原始内容存档于2021-01-24）.

## 外部連結
- 梁繼昌議員網站 （页面存档备份，存于）
- 梁繼昌議員Facebook專頁 （页面存档备份，存于）
- 梁繼昌議員履歷
- 公共專業聯盟網站 （页面存档备份，存于）